# Максвелов демон
У филозофији термалне и статистичке физике, Максвелов демон је мисаони експеримент шкотског физичара Џејмса Клерка Максвела како би „показао да је други принцип термодинамике сигуран само у статистичком смислу“. Мисаони експеримент демонстрира Максвелову идеју објашњавајући начин на који би могао да се прекрши други принцип термодинамике. У експерименту, замишљена посуда је подељена на две коморе зидом који је изолатор на коме се налазе вратанца која може да отвара или затвара измишљени ентитет који је добио назив „Максвелов демон“. Хипотетички демон отвара и затвара врата на такав начин да дозвољава само „топлим“ молекулима гаса да прођу у одабрану комору, чиме се она постепено загрева док се друга комора хлади.

## Порекло и историја идеје
Овај мисаони експеримент се први пут јавио у писму које је Максвел написао Питеру Гатрију Тејту 11. децембра 1867. Максвел је о тој идеји поново писао у писму Џону Вилијаму Струту 1870, пре него што ју је представио јавности 1871. године у књизи о термодинамици под насловом „Теорија топлоте“ (енгл. Theory of Heat).
У овим писмима и књизи, Максвел је описао агента који управља вратима између посуда као „финитно биће“.
Вилијам Томсон, 1. барон Келвин је први који је искористио израз „демон“ за Максвелов концепт у часопису Nature 1874. године и навео како је имао у виду медијаторску а не злонамерну конотацију израза.

## Оригинални мисаони експеримент
Други закон термодинамике осигурава (путем статистичке вероватноће) да ће два тела различитих температура, када су доведена у контакт једно са другим и изолована од остатка Универзума, еволуирати у стање термодинамичког еквилибријума у коме ће оба тела имати приближно исту температуру. Други закон се такође може изразити као тврдња да се у изолованом систему ентропија никада не смањује.
Максвел је разрадио мисаони експеримент као начин да се продуби разумевање другог закона. Следи његов опис експеримента:
... ако замислимо биће чије су способности толико изоштрене да је у стању да прати путању сваког молекула, такво биће, чија су својства у суштини финитна као и наша, би било у стању да учини оно шта је за нас немогуће. Јер ми смо видели да се молекули у посуди пуној ваздуха на униформној температури крећу брзинама које нипошто нису униформне, иако је средња вредност било ког великог скупа тих молекула, случајно изабраних, готово тачно униформна. Сада претпоставимо да је таква посуда подељена у два дела, А и Б, преградом на којој се налази мали отвор, и да биће, које може да види појединачне молекуле, отвара и затвара ову рупу, тако да само хитријим молекулима допушта да прођу из А у Б и само споријим молекулима да прођу из Б у А. Оно ће тако, без утрошка рада, подићи температуру у Б и смањити температуру у А, што је у контрадикцији са другим законом термодинамике....
Другим речима, Максвел је замислио једну посуду подељену у два дела, А и Б. Оба дела су испуњена истим гасом на једнаким температурама, и постављена један до другог. Посматрајући молекуле са обе стране, замишљени демон стражари на вратанцима између два дела. Када молекул чија је брзина већа од просечне а који се налази у делу А приђе вратанцима, демон отвори врата како би га пропустио и тако молекул пређе из А у Б. Слично, када молекул чија је брзина мања од просечне а који се налази у Б приђе вратанцима, демон отвори врата како би га пропустио из Б у А. Просечна брзина молекула у Б ће се повећати а просечна брзина молекула у А ће се смањити. Како просечна брзина молекула одговара температури, температура у А опада а температура у Б расте, што је у супротности са другим законом термодинамике.
(Треба имати у виду да демон мора да пропушта молекуле у оба смера како би постигао само температурну разлику; пропуштање само бржих молекула из А у Б би произвело вишу температуру и притисак у страни Б. У ствари, пошто су температура и притисак у вези, ако би А и Б оба садржавали исти број молекула по јединици запремине, она страна са вишом температуром ће имати и виши притисак; демон би дакле морао да пропушта више спорих молекула из Б у А него брзих из А у Б како би учинио да Б има већу температуру а исти притисак. У ствари, регулишући број молекула које пропушта у оба смера, демон би могао да постигне разлику у притисцима уместо разлике у температурама, или било коју комбинацију разлика у температурама и брзинама [могуће и нижи притисак и вишу температуру на једној страни, у зависности од варијансе брзина молекула].)

## Критике и развој
Неколико физичара је представило израчунавања која показују да се овим експериментом у ствари не нарушава други принцип термодинамике уколико се спроведе потпунија анализа целог система укључујући демона. Суштина овог аргумента је да се покаже, израчунавањем, да би сваки демон морао да „генерише“ више ентропије приликом раздвајања молекула по брзинама него што би уклонио описаним методом. Другим речима, било би потребно више енергије да се оцени брзина молекула и да се они селективно пропусте кроз отвор између А и Б него што би се енергије добило температурном разликом добијеном на овај начин.
Један од најчувенијих одговора на Максвелов мисаони експеримент је 1929. дао Лео Силард и касније Леон Бриљуин. Силард је истакао да би стварни Максвелов демон морао да има неко средство за мерење брзине молекула, и да би чин прибављања информације о брзини захтевао утрошак енергије. Како демон и гас интерреагују, мора да се узме у обзир укупна ентропија гаса и демона. Утрошак енергије од стране демона би довео до повећања енергије код њега, и то повећање би било веће од смањења ентропије у гасу.
Године 1960, Ролф Ландауер је дао изузетак за овај аргумент. Он је уочио да неки процеси мерења не повећавају термодинамичку ентропију све док су термодинамички реверзибилна. Ландауер је истакао да би ова „реверзибилна“ мерења могла да се користе за сортирање молекула, што би нарушило други закон термодинамике. Међутим, услед повезаности између термодинамичке ентропије и информационе ентропије, ово такође значи да забележено мерење не сме да буде обрисано. Другим речима, како би одлучио да ли да пропусти молекул, демон мора да прибави податак о стању молекула. Тај податак може или да одбаци или да га ускладишти. Одбацивање податка доводи до истовременог повећања ентропије али демон не може да складишти податке бесконачно: 1982, Бенет је показао да, ма колико добро припремљен, демон ће пре или касније остати без простора за складиштење информација и мораће да почне да брише информације које је претходно сакупио. Брисање информација је термодинамички иреверзибилан процес који повећава ентропију система. Иако је Бенет дошао до истог закључка као и Силард у свом раду из 1929, а то је да Максвелов демон не може да прекрши други термодинамички закон услед створене ентропије, Бенет је до тог закључка дошао из различитих разлога.
Међутим, Џон Ирман и Џон Нортон су истакли да Силардова и Ландауерова објашњења Максвеловог демона полазе од претпоставке да други принцип термодинамике не може бити нарушен, што чини доказ да Максвелов демон не може да наруши овај закон циркуларним.